# برایان هالیگان
برایان هالیگان (انگلیسی: Brian Halligan؛ زادهٔ ۱ سپتامبر ۱۹۶۷) Executive، پدیدآور اهل ایالات متحده آمریکا است.
وی مؤسس و مدیرعامل هاب‌اسپات است.